# Deutsche Eishockey Liga 1998-1999
La Deutsche Eishockey Liga 1998-1999 fu la quinta stagione della Deutsche Eishockey Liga. Al termine dei playoff gli Adler Mannheim si aggiudicarono il loro terzo titolo consecutivo della DEL, diventando campioni di Germania per la quarta volta della loro storia.
Il numero delle squadre al via scese a 14, dati i ritiri per motivi finanziari l termine della scorsa stagione del Kaufbeurer Adler e del Düsseldorfer EG.

## Stagione regolare
A differenza della stagione precedente si disputò un girone unico per tutte e 14 le formazioni, con un doppio turno di andata e ritorno. Le prime otto squadre si qualificarono ai playoff, mentre le altre conclusero la propria stagione.

### Classifica
|                     | Pos. | Squadra                | Pt  | G  | V  | VOT | POT | P  | GF  | GS  | DR   |
| ------------------- | ---- | ---------------------- | --- | -- | -- | --- | --- | -- | --- | --- | ---- |
|                     | 1.   | Nürnberg Ice Tigers    | 106 | 52 | 30 | 7   | 2   | 15 | 199 | 142 | +57  |
|                     | 2.   | Eisbären Berlino       | 91  | 52 | 26 | 4   | 5   | 17 | 210 | 163 | +47  |
| Germania (bandiera) | 3.   | Adler Mannheim         | 89  | 52 | 24 | 5   | 7   | 16 | 208 | 182 | +26  |
|                     | 4.   | Frankfurt Lions        | 89  | 52 | 25 | 5   | 4   | 18 | 184 | 168 | +16  |
|                     | 5.   | Kölner Haie            | 88  | 52 | 21 | 9   | 7   | 15 | 182 | 159 | +23  |
|                     | 6.   | EV Landshut            | 88  | 52 | 21 | 8   | 9   | 14 | 163 | 140 | +23  |
|                     | 7.   | Krefeld Pinguine       | 87  | 52 | 23 | 7   | 4   | 18 | 183 | 159 | +24  |
|                     | 8.   | Augsburger Panther     | 85  | 52 | 22 | 8   | 3   | 19 | 175 | 166 | +9   |
|                     | 9.   | Kassel Huskies         | 84  | 52 | 24 | 4   | 4   | 20 | 165 | 145 | +20  |
|                     | 10.  | SERC Wild Wings        | 72  | 52 | 19 | 4   | 7   | 22 | 195 | 217 | -22  |
|                     | 11.  | Hannover Scorpions     | 66  | 52 | 18 | 3   | 6   | 25 | 175 | 195 | -20  |
|                     | 12.  | SB Rosenheim           | 62  | 52 | 15 | 6   | 5   | 26 | 169 | 213 | -44  |
|                     | 13.  | Berlin Capitals        | 52  | 52 | 12 | 4   | 8   | 28 | 146 | 205 | -59  |
|                     | 14.  | Revierlöwen Oberhausen | 33  | 52 | 10 | 0   | 3   | 39 | 148 | 254 | -106 |

Legenda:

      Ammesse ai Playoff
Note:

Tre punti a vittoria, due punti a vittoria dopo overtime, un punto a sconfitta dopo overtime, zero a sconfitta.

## Playoff
|  | Quarti di finale | Quarti di finale    | Quarti di finale |                |                 | Semifinali          | Semifinali | Semifinali |  |  | Finale | Finale              | Finale |
|  |                  |                     |                  |                |                 |                     |            |            |  |  |        |                     |        |
|  | 1                | Nürnberg Ice Tigers | 3                |                |                 |                     |            |            |  |  |        |                     |        |
|  | 8                | Augsburger Panther  | 2                |                |                 |                     |            |            |  |  |        |                     |        |
|  | 8                | Augsburger Panther  | 2                |                | 1               | Nürnberg Ice Tigers | 3          |            |  |  |        |                     |        |
|  |                  |                     |                  |                | 1               | Nürnberg Ice Tigers | 3          |            |  |  |        |                     |        |
|  |                  | 4                   | Frankfurt Lions  | 0              |                 |                     |            |            |  |  |        |                     |        |
|  | 4                | 4                   | Frankfurt Lions  | 0              | Frankfurt Lions | 3                   |            |            |  |  |        |                     |        |
|  | 4                |                     |                  |                | Frankfurt Lions | 3                   |            |            |  |  |        |                     |        |
|  | 5                | Kölner Haie         | 2                |                |                 |                     |            |            |  |  |        |                     |        |
|  |                  |                     |                  |                |                 |                     |            |            |  |  | 1      | Nürnberg Ice Tigers | 2      |
|  |                  |                     | 3                | Adler Mannheim | 3               |                     |            |            |  |  |        |                     |        |
|  | 2                | Eisbären Berlin     | 3                |                |                 |                     |            |            |  |  |        |                     |        |
|  | 7                | Krefeld Pinguine    | 1                |                |                 |                     |            |            |  |  |        |                     |        |
|  | 7                | Krefeld Pinguine    | 1                |                | 2               | Eisbären Berlin     | 1          |            |  |  |        |                     |        |
|  |                  |                     |                  |                | 2               | Eisbären Berlin     | 1          |            |  |  |        |                     |        |
|  |                  | 3                   | Adler Mannheim   | 3              |                 |                     |            |            |  |  |        |                     |        |
|  | 3                | 3                   | Adler Mannheim   | 3              | Adler Mannheim  | 3                   |            |            |  |  |        |                     |        |
|  | 3                |                     |                  |                | Adler Mannheim  | 3                   |            |            |  |  |        |                     |        |
|  | 6                | EV Landshut         | 0                |                |                 |                     |            |            |  |  |        |                     |        |

### Quarti di finale
| Squadra 1           | Totale | Squadra 2          | Gara 1 | Gara 2    | Gara 3    | Gara 4    | Gara 5    |
| ------------------- | ------ | ------------------ | ------ | --------- | --------- | --------- | --------- |
| Nürnberg Ice Tigers | 3 - 2  | Augsburger Panther | 5 - 4  | 5 - 6 dts | 5 - 1     | 1 - 2 dts | 2 - 1     |
| Frankfurt Lions     | 3 - 2  | Kölner Haie        | 5 - 4  | 1 - 2     | 5 - 2     | 2 - 3 dts | 4 - 3 dts |
| Eisbären Berlino    | 3 - 1  | Krefeld Pinguine   | 3 - 2  | 2 - 4     | 5 - 4 dts | 6 - 5 dts |           |
| Adler Mannheim      | 3 - 0  | EV Landshut        | 2 - 0  | 5 - 3     | 5 - 2     |           |           |

### Semifinali
| Squadra 1           | Totale | Squadra 2       | Gara 1 | Gara 2 | Gara 3    | Gara 4 | Gara 5 |
| ------------------- | ------ | --------------- | ------ | ------ | --------- | ------ | ------ |
| Nürnberg Ice Tigers | 3 - 0  | Frankfurt Lions | 5 - 1  | 3 - 2  | 2 - 1     |        |        |
| Eisbären Berlino    | 1 - 3  | Adler Mannheim  | 2 - 4  | 0 - 6  | 2 - 1 dts | 3 - 9  |        |

### Finale
| Squadra 1           | Totale | Squadra 2      | Gara 1    | Gara 2 | Gara 3 | Gara 4 | Gara 5 |
| ------------------- | ------ | -------------- | --------- | ------ | ------ | ------ | ------ |
| Nürnberg Ice Tigers | 2 - 3  | Adler Mannheim | 2 - 1 dts | 1 - 5  | 3 - 2  | 2 - 4  | 2 - 3  |